# Gordon Hodgson
Gordon Hodgson (16. dubna 1904, Johannesburg – 14. června 1951, Stoke-on-Trent) byl jihoafricko-anglický fotbalista a kriketista.
Hrál fotbal jako útočník, hlavně za Liverpool, a kriket za Lancashire.

## Fotbalová kariéra
Gordon Hodgson hrál na postu útočníka v Jižní Africe za Pretoria FC a Transvaal FC a v Anglii za Liverpool, Aston Villu a Leeds United. S 287 góly je historicky 4. nejlepším střelcem 1. anglické ligy. S 233 góly je historicky nejlepším střelcem Liverpoolu v 1. anglické lize.
Za Jižní Afriku hrál 1 zápas. Za Anglii hrál 3 zápasy a dal 1 gól.

## Kriketová kariéra
Hodgson hrál kriket za Lancashire.